# رویال ایمتک
رویال ایمتک (انگلیسی: Royal Imtech) شرکت خوشه‌ای تاسیس ۱۹۷۰ هلندی است، که در سال ۲۰۱۵ ورشکست شد.